# إنتر كايتيرا

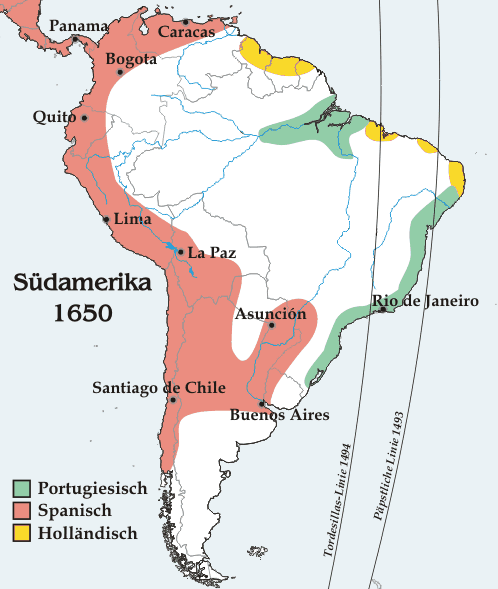
خريطة أمريكا الجنوبية؛ تم تحديد خط الزوال إلى اليمين بواسطة انتر كايتيرا (1493) ، الموجود على اليسار بموجب معاهدة تورديسيلاس (1494). يتم عرض الحدود والمدن الحديثة لأغراض التوضيح.

إنتر كايتيرا (باللاتينية: Inter caetera) أو (من بين [الأعمال] الأخرى)، هو مرسوم بابوي أصدره البابا ألكسندر السادس في 4 مايو 1493، والذي منح للملوك الكاثوليك الملك فرناندو الثاني ملك أراغون وإيزابيلا الأولى ملكة قشتالة جميع الأراضي "إلى الغرب والجنوب" من خط يمتد 100 دوري إلى الغرب والجنوب من أي جزر الأزور أو جزر الرأس الأخضر.
لا يزال غير واضح ما إذا كان البابا يقصد "هبة" للسيادة أم ترسيمًا للتبعية. قُدِّمت تفسيرات مختلفة منذ صدور المرسوم، حيث يرى البعض أنه كان مقصودًا به فقط تحويل حيازة الأرض واحتلالها إلى سيادة قانونية. واستوحى البعض الآخر، بما في ذلك العرش الإسباني والمستعمرين، منه بأوسع مدى ممكن، مستدلاً على أنه أعطى إسبانيا السيادة السياسية الكاملة.
"إنتر كايترا" وملحقها "دودوم سيكويديم" (سبتمبر 1493) هما من مراسيم الهبة. على الرغم من أن هذه المراسيم هدفت إلى حل النزاعات بين إسبانيا والبرتغال، إلا أنها لم تتناول طموحات الدول الأخرى في استكشاف واستعمار الأراضي، والتي أصبحت أكثر مشكلة بعد الاصلاح البروتستانتي.

## خلفية
قبل أن يحصل كريستوفر كولومبوس على دعمه لرحلته من الملكة إيزابيلا والملك فيرديناند من إسبانيا، توجه أولاً إلى الملك جون الثاني من البرتغال. قام علماء وملاحو الملك بمراجعة وثائق كولومبوس وتحديد أن حساباته قد قدّرت بشكل مبالغ فيه قطر الأرض وبالتالي طول الرحلة، ونصحوا بعدم دعم البعثة. عند عودة كولومبوس من أول رحلة له إلى الأمريكتين، كانت هبوطه الأول في جزر الأزور البرتغالية، وأدى عاصفة لاحقة سفينته إلى لشبونة في 4 مارس 1493. عند سماع الملك البرتغالي بانكشافات كولومبوس، أبلغه أنه يعتقد أن الرحلة تعتبر انتهاكًا لمعاهدة الكاسوفاس عام 1479. أُكِّدت الاتفاقية بمرسوم البابوية "اتيرني ريجيس" عام 1481، الذي أكد المراسيم السابقة لعام 1452 (دوم ديفرساس)، 1455 (رومانوس بونتيفيكس) و 1456 (إنتر كايترا)، واعتراف البرتغال بالمطالب الترابية على طول الساحل الأفريقي الغربي. كان فهم الملك أن شروط المعاهدة تعترف بمطالب البرتغال في جميع الأراضي جنوب جزر الكناري (التي مُنِحت لإسبانيا).
وصول كولومبوس إلى الأراضي المفترضة في آسيا في المحيط الأطلسي الغربي في عام 1492 كان يهدد العلاقات الغير مستقرة بين البرتغال وإسبانيا. مع الأنباء عن استعداد الملك جون لإرسال أسطول إلى الغرب، قام ملك إسبانيا وملكة إسبانيا ببدء مناقشات دبلوماسية حول حقوق امتلاك وحكم الأراضي المكتشفة حديثًا. التقى ممثلون إسبان وبرتغاليون وناقشوا من أبريل حتى نوفمبر 1493 دون التوصل إلى اتفاق.
وكان كولومبوس لا يزال في لشبونة عندما أرسل تقريرًا عن نجاحه للملوك الإسبان. في 11 أبريل، قام السفير الإسباني بنقل الخبر للبابا ألكسندر السادس، وهو إسباني وكان مديرًا سابقًا لفالنسيا، وحثه على إصدار مرسوم جديد يخدم مصالح إسبانيا. في ذلك الوقت، كان البابا ألكسندر، كحاكم لدول الفاتيكان، متورطًا في نزاع ترابي مع ابن عم فيرديناند، فيرديناند الأول، ملك نابولي، ولذلك كان متعاونًا مع أي طلبات من إيزابيلا وفيرديناند، إلى حد أنه يمكنهما كتابة رسالة إلى كولومبوس قائلين إن كان يعتقد أنه ضروري، ستُعدَّل أحد المراسيم. كانوا في برشلونة، على اتصال وثيق مع روما. أصبحت الكاميرا البابوية تقريبًا تمديدًا للمحكمة الإسبانية، التي حصلت على تعاقب سريع للمراسيم تقريبًا للقضاء على المطالب البرتغالية. أصدر البابا مراسيم مؤرخة 3 و4 مايو 1493. استبدلت المراسيم الثالثة الأوليين. مرسوم نهائي، دودوم سيكويديم في 26 سبتمبر 1493، أكمل إنتر كايترا.
- المرسوم الأول، إنتر كايترا، مؤرخ 3 مايو، اعترف بحق إسبانيا في أي أراضي اكتُشِفت لم تكن تحت سيطرة أمير مسيحي مسبقًا، وحماية حقوق البرتغال السابقة. وجد الطرفان هذا النص غامضًا جدًا.
- المرسوم الثاني، إكسيماي ديفوشونيس، مؤرخ أيضًا 3 مايو، منح لملوك قشتالة وليون وخلفائهم نفس الامتيازات في الأراضي المكتشفة حديثًا التي منحت لملوك البرتغال في مناطق أفريقيا وغينيا.[8]
- المرسوم الثالث، ويسمى أيضًا إنتر كايترا، مؤرخ 4 مايو، يحث الملوك الإسبان على نشر الإيمان نحو الغرب من خط يمتد "مئة ليغا نحو الغرب والجنوب من أي من الجزر المعروفة بشكل عام باسم الأزور وجزر الرأس الأخضر". يلاحظ ديفيل أنه اقتُرِح أن هذا التغيير قد يكون ناجمًا عن السفير البرتغالي.[4]

إنتر كايترا ومعاهدة تورديسياس المتعاقبة حددتا ووضعتا منطقة متعاقبة للنفوذ بين البرتغال وإسبانيا واستنتجت بالفعل أن غراند أسماريكا وإفريقيا قد أرخت على الكرة الأرضية في المنطقة البرتغالية، لذا كان الأمر مسألة منازعة الحقوق الاستعمارية البرتغالية بين البابوية وإسبانيا، بدلا من النزاع البرتغالي الإسباني.

## الأحكام
ينص إنتر كايترا على ما يلي:
من بين الأعمال الأخرى التي تسر الجلالة الإلهية وتحظى بتقدير قلوبنا، يأتي هذا بلا شك في المقام الأول، ألا وهو تعزيز الإيمان الكاثوليكي والدين المسيحي وزيادتهما وانتشارهما في كل مكان، والاهتمام بصحة النفوس والإطاحة بالأمم البربرية وإيجاد طريقها إلى الإيمان نفسه... نحن... نخصص لكم ولورثتكم وخلفائكم، ملوك قشتالة وليون... جميع الجزر والبرّ الذي تم اكتشافه وسيتم اكتشافه نحو الغرب والجنوب، عن طريق رسم وإقامة خط من... الشمال إلى... الجنوب، على بُعد مائة ليغا نحو الغرب والجنوب من أي من الجزر المعروفة باسم الأزور وجزر الرأس الأخضر.
يلاحظ المرسوم أن إيزابيلا وفرديناند "كانا يعتزمان البحث عن جزر وبرّ بعيدة ومجهولة" ولكنهما كانا منشغلين بغزو غرناطة.
خط التقسيم كان يقسم مناطق المحيط الأطلسي فقط. يمكن لإسبانيا والبرتغال أن تتجاوزا بعضهما البعض نحو الغرب أو الشرق على الجانب الآخر من الكرة الأرضية ولا يزال بإمكانهما امتلاك أي أراضٍ اكتشفتها أولاً. لم يشر المرسوم إلى ما إذا كانت الأراضي شرق الخط ستكون تحت سيطرة البرتغال، التي وصلت للتو إلى الطرف الجنوبي لأفريقيا (1488) ولم تصل إلى الهند بعد (1498). هذه الأراضي "التي ستُكتُشِف" تقع بعيدًا عن الأراضي على الساحل الغربي لأفريقيا بقدر الوصول إلى غينيا، وتمنح للبرتغال عن طريق المرسوم البابوي لعام 1481 بعنوان "إيتيرني ريجيس"، الذي أكد ما ورد في معاهدة ألكاسوفاس. في الوقت الحاضر، كان السؤال قيد التعليق.

## التأثيرات والنتائج

يُظهر مسطح كانتينو لنصف الأرض سنة 1502 خط معاهدة تورديسيلاس.

تأتي أحد التأثيرات المهمة ولكن غير المتوقعة لهذا المرسوم البابوي ومعاهدة تورديسيلاس في أنه مُنِحَت إسبانيا تقريبًا كل المحيط الهادئ والساحل الغربي لأمريكا الشمالية. رفض الملك جون الثاني بطبيعة الحال الدخول في منافسة ميؤوس منها في روما، وببساطة تجاهل المراسيم، وبالتالي لا يعترف بسلطتها ولا يتحدى الكنيسة. ووفقًا لأوسكار سبيت، إذا كانت روما في جيب فيرديناند، فإن الشخصيات البارزة في البلاط الإسباني كانت في جيب الملك جون، وكانت تبقيه على اطلاع دائم بمستجدات الأمور. وبفضل السيطرة على الممرات البحرية من إسبانيا إلى الأنتيل، واحتلال البرتغال لقواعد في جزر الأزور وماديرا، استحوذت البرتغال على موقع بحري استراتيجي واختارت مواصلة التفاوض. لم يُولي أي طرف اهتمامًا لمراسيم البابا الكسندرس. بدلاً من ذلك، قاموا بالتفاوض على معاهدة تورديسيلاس عام 1494، التي نقلت الخط إلى الغرب بمقدار 370 ليغا غرب جزر الرأس الأخضر البرتغالية، ومنحت البرتغال صراحة جميع الأراضي المكتشفة حديثًا شرق الخط.

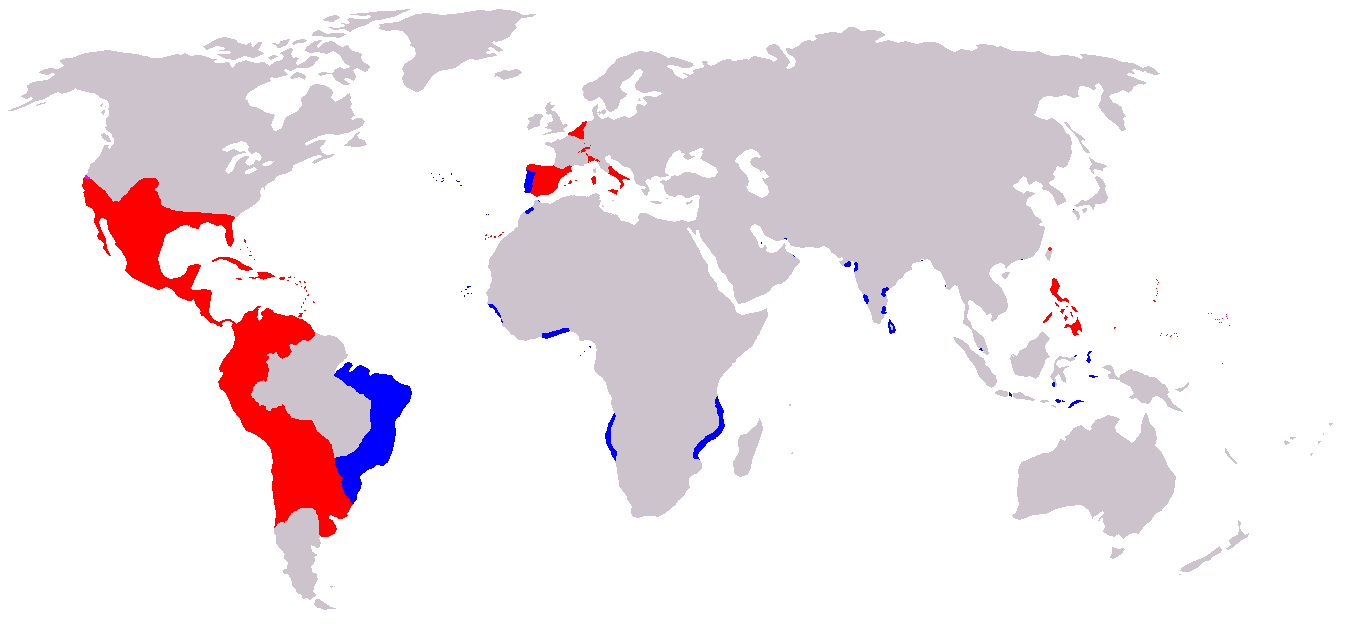
خريطة للإمبراطوريتين الإسبانية (الحمراء) والبرتغالية (باللون الأزرق) في فترة اتحادهما الشخصي (1581–1640)

استجابةً لاكتشاف البرتغال لجزر التوابل في عام 1512، قدم الإسبان اقتراحًا في عام 1518 بأن البابا الكسندر قسم العالم إلى نصفين. وفي هذا الوقت، رفضت القوى الأوروبية الأخرى بشكل كبير فكرة أن للبابا الحق في منح سيادة على مناطق مثل العالم الجديد. حتى داخل إسبانيا، كانت هناك أصوات مؤثرة مثل فرانسيسكو دي فيتوريا التي نفت صحة "إنتر كايتيرا". بينما لم تتخلى إسبانيا أبدًا عن مطالبها بناءً على المراسيم البابوية، لم تسع العاهل الإسباني إلى الحصول على عقوبات بابوية بشأن خط المحيط الأطلسي الفاصل. بدلاً من ذلك، تفاوضت إسبانيا مباشرة مع البرتغال.

### إلى المؤمنين الأتقياء
في 25 يونيو 1493، حصل الملك فيرديناند على مرسوم بابوي آخر بعنوان "بييس فيديليوم" يعينه نائبًا رسوليًا في الهند. غادر الأب برناردو بويل من رهبانية المينيمس كاديز إلى أمريكا في 25 سبتمبر 1493، في رحلة الاستكشاف الثانية لكولومبوس. بمجرد وصوله إلى جزيرة هيسبانيولا، شهد بويل آثار القوات الغازية ودخل في نزاع مع كولومبوس بسبب المعاملة القاسية للمستوطنين والسكان الأصليين. وبصفته كاهنًا، لم يكن بوسعه تحقيق التبشير والتعليم، لذا غادر إلى إسبانيا في غضون ستة أشهر في 3 ديسمبر 1494، هزمًا. عاد راهبان آخران تركهما في الأمريكتين إلى إسبانيا في عام 1499.

## التأثير المستمر والتفاعل
استشهد قاضي المحكمة العليا الأمريكية جون مارشال، بعد نحو 300 سنة، بهذا المرسوم البابوي كتفويض ديني للاستيلاء على أراضي الشعوب غير المسيحية أثناء تطويره مذهب الاكتشاف في القانون الدولي.
في القرن الحادي والعشرين، نظمت مجموعات مثل الشاوني ولينابي والتاينو وكاناكا ماولي احتجاجات ورفعت عرائض تطالب بإلغاء المرسوم البابوي "إنتر كايتيرا"، وتذكير القادة الكاثوليك بسجل الاستعمار والأمراض والعبودية في الأمريكتين، التي تبرر في بعض الأحيان بالدين المسيحي والتي يقولون إنها تؤثر بشكل كارثي على ثقافاتهم اليوم.

## روابط خارجية
- الترجمة الإنجليزية لإنتر كايتيرا
- المرسوم البابوي ، إنتر كايتيرا
- لفترة طويلة (نسخة باللاتينية) على ويكي مصدر
- التفاني الاستثنائي ، الترجمة الإنجليزية